# Perleťovec dvanáctitečný
Perleťovec dvanáctitečný (Boloria selene, Denis & Schiffermüller, 1775) je menším až středně velkým druhem čeledi babočkovitých. Jeho přední křídlo dorůstá délky 18–22 milimetrů. Typickým biotopem tohoto perleťovce jsou rašeliniště a rašelinné louky, ale také řídké listnaté a smíšené lesy včetně pasek a lesních cest.

## Výskyt
Perleťovec dvanáctitečný je rozšířený v celém holoarktickém areálu, od severní části Španělska přes Evropu až po východní Asii a severní Ameriku. Naopak chybí ve většině Itálie a na Balkánského poloostrova.

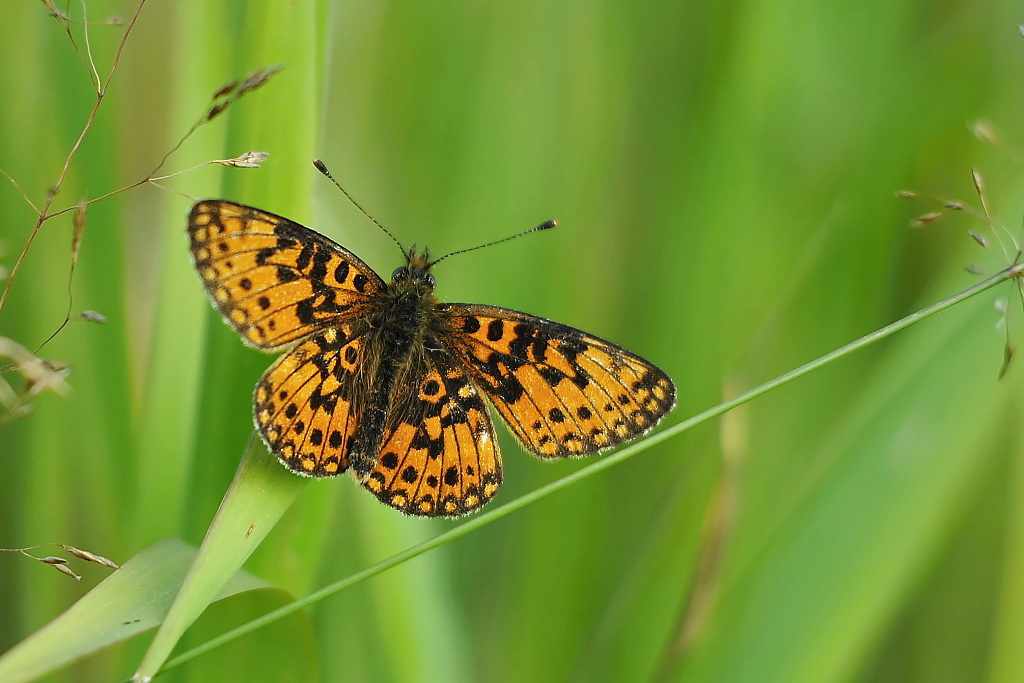
Perleťovec dvanáctitečný

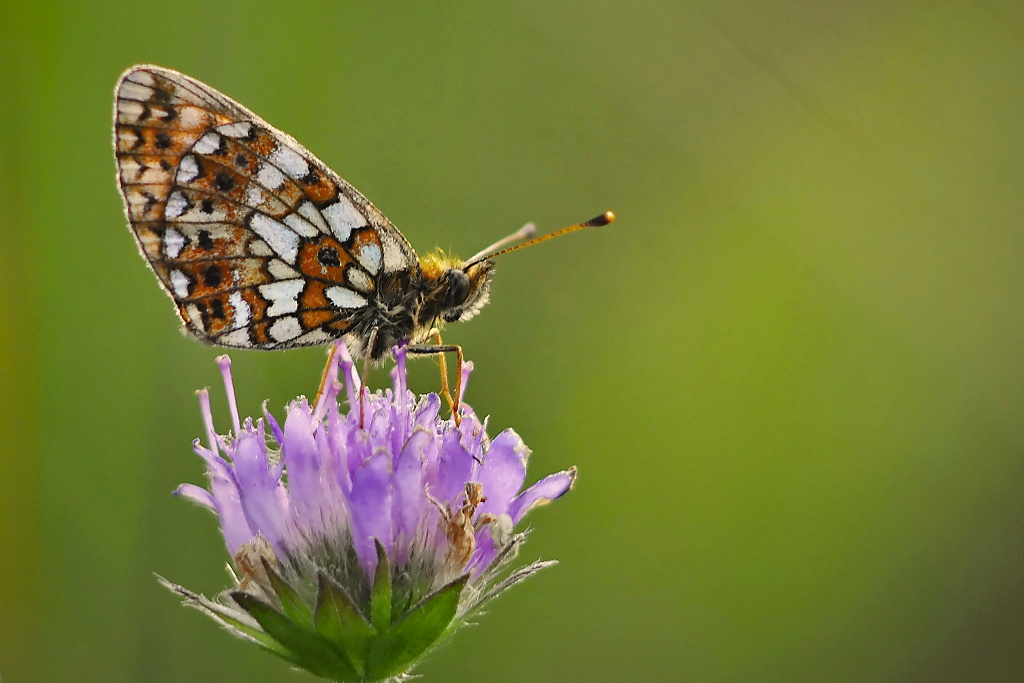
Perleťovec dvanáctitečný

## Chování a vývoj
Živnou rostlinou housenek perleťovce dvanáctitečného jsou violka psí, Rivinova, srstnatá a bahenní. Samice klade vajíčka jednotlivě nebo v malých shlucích na spodní stranu listů živné rostliny. Housenky žijí samostatně a snaží se vyhýbat prudkému slunci. Kuklí se na zemi pod stočenými suchými listy. Motýl je dvougenerační, první generace žije v období květen až červenec, druhá srpen až září. 

## Ochrana a ohrožení
V České republice je doposud rozšířený a hojný. Do budoucna je ohrožený zarůstáním rašelinných luk a také necitlivým zalesňováním řídkých listnatých a smíšených porostů.